# Adaro
Adaro era una compañía fabricante de aeronaves fundada por el ingeniero español Julio Adaro Terradillos, instructor de la Escuela Superior de Aeronáutica, para fabricar aviones de entrenamiento para el Ejército del Aire de España antes de la guerra civil española. En 1935 construyó el Adaro 1.E.7 Chirta, aunque solamente se produjo un prototipo que no sobrevivió a la Guerra civil.